# Tadeusz Jankowski
Tadeusz Jankowski (* 20. April 1930 in Jabłonka; † 24. Mai 2022 in Zakopane) war ein polnischer Skilangläufer.

## Werdegang
Tadeusz Jankowski wurde 1958 polnischer Meister über 15 Kilometer und gewann zudem Silber über 30 Kilometer. Des Weiteren belegte er im gleichen Jahr bei den Nordischen Skiweltmeisterschaften über 15 Kilometer Rang 49 und über 30 Kilometer den 40. Platz. Mit der polnischen Staffel wurde er Neunter.
1959 folgten bei den nationalen Meisterschaften eine Goldmedaille in der 4 × 10-km-Staffel sowie Silber über 50 Kilometer.
Nach einem 18. Platz über 50 Kilometer bei den Nordischen Skiweltmeisterschaften 1962 folgte der polnische Meistertitel über 30 Kilometer und die damit verbundene Nominierung für die Olympischen Winterspiele 1964. Dort erreichte er im Rennen über 15 Kilometer den 33. und über Rennen über 30 Kilometer den 40. Platz. Im 4 × 10-km-Staffelrennen wurde er mit dem polnischen Quartett Achter.
Nach den Spielen beendete Jankowski seine aktive Karriere und begann als Trainer zu arbeiten. In dieser Funktion war er bei der ersten polnischen Frauen-Nationalmannschaft im Biathlon tätig und betreute diese bei den Olympischen Winterspielen 1992 und 1994.